# 佐敦·路薛達
佐敦·路薛達（Jordan Rossiter，1997年3月24日—），出生於英格蘭利物浦，是一名足球中場球員。現效力布里斯托流浪。

## 球會

### 利物浦
路薛達於6歲時就加入利物浦青年軍。15歲時就代表球隊的U18及U19出賽，並曾被拿作與神奇隊長史提芬·謝拉特相提並論。
2014年9月，路薛達被委任為利物浦青年軍在2014/15U19歐冠盃的隊長。
及後於9月23日，他以17歲之齡首次為利物浦一隊在英格蘭聯賽盃上陣，並射入先開紀錄一球，成為利物浦史上第二年輕的一隊入球者(第一位是米高·奧雲)。
2015年8月24日，路薛達首次為利物浦在英超上陣，於作客阿仙奴的比賽中後備入替盧卡斯·利華。

## 榮譽
個人
利物浦青年軍年度最佳球員: 2013/14

## 外部連結
- 利物浦官方网站 路薛達个人档案